# Elezioni presidenziali in Messico del 1964
Le elezioni presidenziali in Messico del 1964 si tennero domenica 5 luglio, contestualmente alle elezioni parlamentari. Furono vinte di larghissima misura da Gustavo Díaz Ordaz, ex Segretario degli Interni, candidato del Partito Rivoluzionario Istituzionale (PRI) e per altri due partiti e che ottenne l'88,81%.

## Risultati
| Candidati                | Partiti                  | Voti      | %     |
| ------------------------ | ------------------------ | --------- | ----- |
| Gustavo Díaz Ordaz       | PRI - PPS - PARM         | 8 368 446 | 88,82 |
| José González Torres     | Partito Azione Nazionale | 1 034 337 | 10,98 |
| Candidati non registrati | -                        | 19 412    | 0,21  |
| Totale                   | Totale                   | 9 422 195 | 100   |

Fonte: Diario dei dibattiti del Congresso degli Stati Uniti Messicani

### Per distretto
| Distretto                | Díaz Ordaz (PRI + PARM + PPS + PCM) | Díaz Ordaz (PRI + PARM + PPS + PCM) | González Torres (PAN) | González Torres (PAN) | Non registrati | Non registrati | Totale  | Totale |
| Distretto                | Voti                                | %                                   | Voti                  | %                     | Voti           | %              | Totale  | Totale |
| ------------------------ | ----------------------------------- | ----------------------------------- | --------------------- | --------------------- | -------------- | -------------- | ------- | ------ |
| Aguascalientes           | 67338                               | 91.26%                              | 6453                  | 8.74%                 |                |                | 73791   |        |
| Bassa California del Sud | 25975                               | 96.91%                              | 827                   | 3.09%                 |                |                | 26802   |        |
| Campeche                 | 56811                               | 95.96%                              | 2394                  | 4.04%                 |                |                | 59205   |        |
| Coahuila                 | 247125                              | 93.41%                              | 17436                 | 6.59%                 |                |                | 264561  |        |
| Colima                   | 34613                               | 87.45%                              | 4967                  | 12.55%                |                |                | 39580   |        |
| Chihuahua                | 223952                              | 79.34%                              | 58332                 | 20.66%                |                |                | 282284  |        |
| Distretto Federale       | 1061862                             | 74.90%                              | 355798                | 25.10%                |                |                | 1417660 |        |
| Durango                  | 206653                              | 86.41%                              | 32490                 | 13.59%                |                |                | 239143  |        |
| Guanajuato               | 333521                              | 79.62%                              | 85350                 | 20.38%                |                |                | 418871  |        |
| Guerrero                 | 385251                              | 97.01%                              | 11867                 | 2.99%                 |                |                | 397118  |        |
| Hidalgo                  | 339873                              | 98.43%                              | 5407                  | 1.57%                 |                |                | 345280  |        |
| Jalisco                  | 512957                              | 87.05%                              | 76328                 | 12.95%                |                |                | 589285  |        |
| Messico                  | 463269                              | 91.74%                              | 54116                 | 8.26%                 |                |                | 504969  |        |
| Bassa California         | 142948                              | 78.59%                              | 38946                 | 21.41%                |                |                | 181894  |        |
| Nayarit                  | 70698                               | 92.56%                              | 5679                  | 7.44%                 |                |                | 76377   |        |
| Nuevo León               | 220568                              | 84.41%                              | 40733                 | 15.59%                |                |                | 261301  |        |
| Oaxaca                   | 432773                              | 96.64%                              | 15036                 | 3.36%                 |                |                | 447809  |        |
| Puebla                   | 519146                              | 93.81%                              | 34275                 | 6.19%                 |                |                | 553421  |        |
| Querétaro                | 101996                              | 91.30%                              | 9725                  | 8.70%                 |                |                | 111721  |        |
| Quintana Roo             | 16954                               | 96.99%                              | 526                   | 3.01%                 |                |                | 17480   |        |
| San Luis Potosí          | 259682                              | 91.30%                              | 24757                 | 8.70%                 |                |                | 284439  |        |
| Sinaloa                  | 209828                              | 98.09%                              | 4084                  | 1.91%                 |                |                | 213912  |        |
| Sonora                   | 155277                              | 98.46%                              | 2424                  | 1.54%                 |                |                | 157701  |        |
| Tabasco                  | 146654                              | 99.38%                              | 914                   | 0.62%                 |                |                | 147568  |        |
| Tamaulipas               | 290026                              | 96.61%                              | 10185                 | 3.39%                 |                |                | 300211  |        |
| Tlaxcala                 | 100834                              | 98.30%                              | 1740                  | 1.70%                 |                |                | 102574  |        |
| Veracruz                 | 660419                              | 96.81%                              | 21759                 | 3.19%                 |                |                | 682178  |        |
| Yucatán                  | 177794                              | 85.93%                              | 29106                 | 14.07%                |                |                | 206900  |        |
| Zacatecas                | 141426                              | 79.29%                              | 36942                 | 20.71%                |                |                | 178368  |        |
| Morelos                  | 110361                              | 94.24%                              | 6740                  | 5.76%                 |                |                | 117101  |        |
| Totale                   | 8384515                             | 87.69%                              | 1040718               | 10.98%                | 19412          | 0.21%          | 9444645 |        |